# Жахина, Айнур Кайыртаевна
Айнур Кайыртаевна Жахина (род. 5 мая 1988, Талшик, Северо-Казахстанская область) — футболистка, защитница.

## Биография
В футбол начала играть в 2005 году. С 2008 по 2015 годы Жахина играла в Кокше. В 2013 году окончила академию «Кокше». В 2016 году выступала за Астану.